# Sericophanes nevadensis
Sericophanes nevadensis är en insektsart som beskrevs av Knight 1968. Sericophanes nevadensis ingår i släktet Sericophanes och familjen ängsskinnbaggar. Inga underarter finns listade i Catalogue of Life.